# Mercurius
Mercurius. O el matrimonio de Cielo y Tierra (en inglés Mercurius. Or the Marriage of Heaven and Earth) es una novela de 1990 del escritor inglés Patrick Harpur.
Considerada un libro de culto, un diario alquímico moderno, The Literary Review alude a que "Mercurius es un libro escrito tanto para esclarecer como para entretener. Es probablemente la descripción más explícita del arte alquímico jamás publicada - presenta un fuerte argumento para la perfectibilidad del hombre y en contra del anémico ascetismo que abre una brecha entre el amor espiritual y corporal".

## Sinopsis
En 1952, un clérigo de la región llamado Smith comienza su tortuosa búsqueda del Santo Grial de la alquimia: la piedra filosofal que transmuta el metal común en oro y confiere la inmortalidad.
Mientras se enfrenta a los extraños peligros de la Gran Obra, se hace evidente que sus arcanas transformaciones son tanto espirituales como químicas.
Poco a poco, la sombra de la alquimia recae sobre los que le rodean; una joven cuyo embarazo repentino es un escándalo local; Janet, atrapada en un matrimonio estéril; y Robert, que persigue su propia búsqueda del legendario vidrio azul de Chartres.
Treinta años más tarde, Eileen viene a vivir a la vicaría de Smith.
En el sótano medieval descubre un manuscrito oculto y empieza a leer sobre el fuego secreto y la misteriosa materia prima, un león verde y una cabeza de cuervo, una conjunción fatal de rey y reina, un descenso en la oscuridad y la putrefacción.
A medida que penetra más lejos en el laberinto alquímico, se obsesiona tanto por su propia historia como por la de sus vecinos, la amenazante señora Zetterberg y el desfigurado Pluto - y, finalmente, por el enigma del propio Smith.
En historias separadas pero entrelazadas, Smith y Eileen luchan por la única cosa necesaria para el éxito de la Obra - el gran secreto guardado por el paradójico Mercurio, que les conduce al punto cero donde el cielo está casado con la Tierra y la piedra milagrosa aparece en la intersección del tiempo y la eternidad.
Con la reconstrucción de una visión del mundo altamente sofisticada pero casi olvidada, Mercurius nos devuelve nuestra propia herencia espiritual que, arraigada en las oscuras retortas de los alquimistas, quizá florezca a la luz del futuro.